# 豪伊杜多羅格

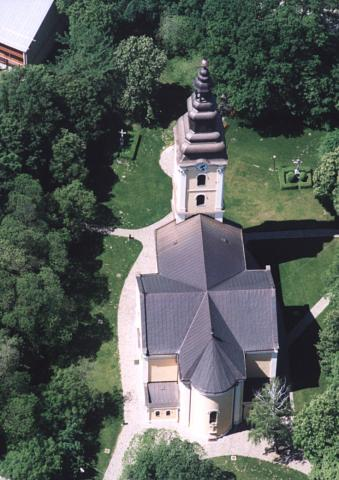

豪伊杜多羅格是匈牙利的城鎮，位於該國東北部，由豪伊杜-比豪爾州負責管轄，面積95.78平方公里，海拔高度90米，2011年人口8,977，其中約八成居民信奉天主教。

## 外部連結
- （匈牙利文） Official site（页面存档备份，存于）

47°49′N 21°30′E / 47.817°N 21.500°E